# Stibasoma festivum
Stibasoma festivum är en tvåvingeart som först beskrevs av Christian Rudolph Wilhelm Wiedemann 1828.  Stibasoma festivum ingår i släktet Stibasoma och familjen bromsar. Inga underarter finns listade i Catalogue of Life.